# Atractus badius
Atractus badius là một loài rắn trong họ Colubridae. Loài này được Boie mô tả khoa học đầu tiên năm 1827.